# Ballavpur
Ballavpur là một thị trấn thống kê (census town) của quận Barddhaman thuộc bang Tây Bengal, Ấn Độ.

## Nhân khẩu
Theo điều tra dân số năm 2001 của Ấn Độ, Ballavpur có dân số 5391 người. Phái nam chiếm 53% tổng số dân và phái nữ chiếm 47%. Ballavpur có tỷ lệ 65% biết đọc biết viết, cao hơn tỷ lệ trung bình toàn quốc là 59,5%: tỷ lệ cho phái nam là 75%, và tỷ lệ cho phái nữ là 54%. Tại Ballavpur, 10% dân số nhỏ hơn 6 tuổi.